# Erigone atra
Erigone atra là một loài nhện trong họ Linyphiidae. Chúng được John Blackwall miêu tả năm 1833.

## Hình ảnh

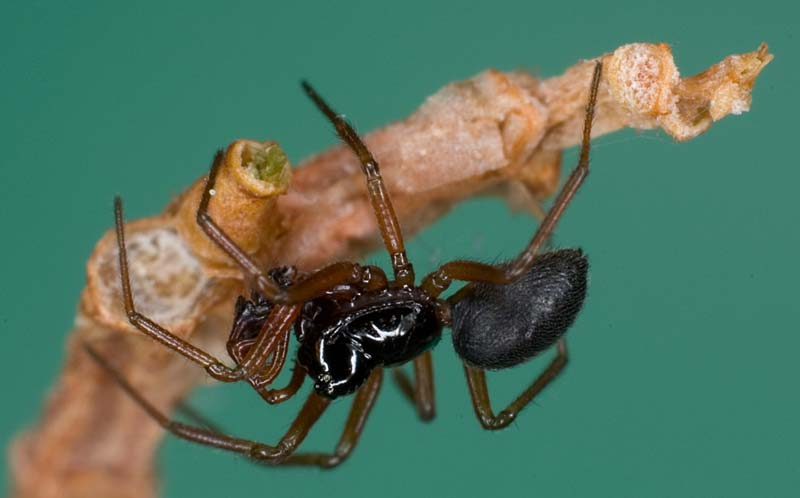
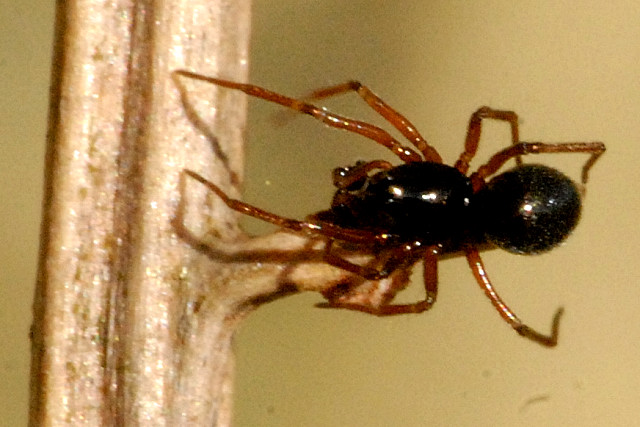
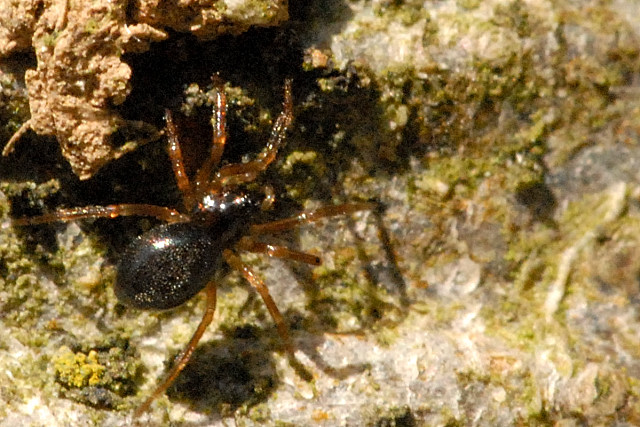